# Haldwani-Kathgodam
Haldwani-Kathgodam (Hindi: हल्द्वानी-काठगोदाम, auch Haldwani-Cum-Kathgodam) ist eine Stadt im indischen Bundesstaat Uttarakhand.
Haldwani-Kathgodam liegt im Distrikt Nainital am westlichen Flussufer der Gaula, die unmittelbar nördlich der Stadt die Siwaliks durchschneidet.
Haldwani-Kathgodam entstand durch Zusammenschluss von Haldwani mit dem nördlich angrenzenden Kathgodam. Seit Mai 2011 ist Haldwani-Kathgodam eine Municipal Corporation.
Die Stadt Haldwani geht auf eine Stadtgründung im Jahr 1834 zurück.
Beim Zensus 2011 hatte Haldwani-Kathgodam 156.078 Einwohner, einschließlich Vororten (outgrowths) 201.461.